# Zsolt Tamási (istoric)
Zsolt Tamási (n. 11 iunie 1975, Reghin, Mureș, România) este un istoric, doctor în științe istorice, profesor liceal și profesor universitar, director al Liceului Romano-Catolic din Târgu Mureș desființat. A devenit cunoscut prin faptul că în 2016 DNA a început urmărirea penală cu suspiciunea de abuz în serviciu, iar în 2017 l-a trimis în judecată pentru presupuse ilegalități comise în legătură cu redeschiderea liceului catolic desființat în 1948. După cinci ani, în 2023, DNA a încetat urmărirea penală.

## Biografie
Zsolt Tamási și-a absolvit liceul în municipiul Târgu Mureș, la Liceul „Papiu Ilarian” (1989–1990) și Seminarul minor romano-catolic din Alba Iulia (1990–1993). A fost student la Seminarul Teologic Romano-Catolic din Alba Iulia (1993–1998), s-a specializat în teologie și istorie la Universitatea Babeș-Bolyai (1998–2001), unde și-a obținut doctoratul în istorie cu teza intitulată „Arhidieceza romano-catolică din Ardeal în timpul Revoluției din 1848–1849” (2006).

### Reînființarea Liceului Romano-Catolic din Târgu Mureș
Direcția Națională Anticorupție a început urmărirea penală împotriva profesorului Zsolt Tamási cu suspiciunea de abuz în serviciu, iar în 2017 l-a trimis în judecată pe fostul director pentru presupuse ilegalități comise în legătură cu reînființarea Liceului Romano-Catolic din Târgu Mureș. După cinci ani, în 2023, DNA a încetat urmărirea penală, motivând că Inspectoratul Școlar Mureș, Colegiul Național „Unirea”, Liceul Teoretic „Bolyai Farkas” și Consiliul Local Târgu Mureș nu au suferit niciun prejudiciu în urma săvârșirii presupuselor infracțiuni, iar în lipsa unui prejudiciu cuantificabil nu sunt întrunite condițiile legale pentru săvârșirea infracțiunii. În această perioadă, în paralel cu urmărirea penală a fostului șef de instituție, au avut loc o serie de procese și acțiuni juridice în vederea desființării școlii catolice, o școală pe care Biserica, UDMR și comunitatea locală maghiară au tot încercat să o reînființeze în mai multe moduri.

## Distincții
- Premiul „Külhoni Magyarságért”, 2017[3]
- Premiul „Orbán Balázs”, 2022[4]
- Crucea de cavaler a Ordinului de Merit al Ungariei, 2024[5]